# 秋海棠叶凤仙花
秋海棠叶凤仙花（学名：Impatiens begoniifolia），为凤仙花科凤仙花属下的一个种。其种加词“begoniifolia”意为“叶形似秋海棠属植物的”。